# Powiat Buk
Powiat bukowski (niem. Kreis Buck) – powiat istniejący w okresie 1818–1887 w obrębie rejencji poznańskiej Królestwa Prus.
Rozporządzenie króla Prus Fryderyka Wilhelma III z dnia 30 kwietnia 1815 przyłączało do Królestwa Prus Wielkie Księstwo Poznańskie w podziale na dwie rejencje i powiaty. 1 stycznia 1818 w rejencji poznańskiej powołano do życia 17 powiatów – w tym pow. bukowski. Zlikwidowany on został wskutek ustawy z 6 czerwca 1887 roku o podziale powiatów. Z jego obszaru wyodrębniono dwa nowe powiaty: nowotomyski oraz grodziski.
W okresie Wielkiego Księstwa Poznańskiego (1815–1848) siedzibą landrata był Buk. W ramach represji władz pruskich za aktywny udział kosynierów bukowskich w Wiośnie Ludów siedzibę władz (niem. Landratsamt) przeniesiono w 1848 roku do Nowego Tomyśla.
Od północy powiat bukowski graniczył z powiatem szamotulskim i międzychodzkim, od wschodu z poznańskim, od południa stykał się z powiatem kościańskim i babimojskim. Od zachodu z kolei graniczył z powiatem międzyrzeckim. 

## Okręgi, miasta i wsie
Powiat dzielił się na cztery okręgi (administracyjne i policyjne):
- bukowski,
- grodziski,
- nowotomyski,
- lwówecki.

W obrębie powiatu znajdowało się pięć miast: Grodzisk, Buk, Lwówek, Opalenica oraz Nowy Tomyśl. W czterech okręgach znajdowały się 24 majątki, które łącznie składały się ze 157 wsi i osad (w tym: 25 folwarków, 29 osad olęderskich, 4 młyny oraz jedna Kozia karczma w majątku Bukowiec).

## Ludność i gospodarka
Powiat zamieszkiwało – według spisu urzędowego z roku 1837 – ponad 42 tys. osób (w miastach niemal 10 tys., na wsi – 32 tys.). Głównym zajęciem ludności było rolnictwo i chów bydła. Na obszarze powiatu działały trzy parafie protestanckie (w Grodzisku Wlkp., Lwówku i Wytomyślu) i 14 parafii katolickich. W Grodzisku i Lwówku działały ponadto synagogi. Leon Plater w swoim dziele "Opisanie historyczno-statystyczne Wielkiego Księstwa Poznańskiego" (1846) wzmiankuje, że w powiecie do ważniejszych jezior należało zaliczyć Zgierzynkę i Bobrowki. Najważniejszymi arteriami komunikacyjnymi były dwa bite gościńce: do Berlina (przez Lwówek) oraz do Wrocławia (przez Buk). Znaczenie miały także trakty Poznań-Buk-Opalenica-Grodzisk oraz Poznań-Stęszew-Grodzisk.